# 福岡精一
福冈精一 （1855年5月23日—1942年4月9日），日本律師及政治人物，曾任日本眾議院議員。

## 生平
福岡精一生於三河國加茂郡殿貝津村（今愛知縣豐田市），為家中次子。幼年隨學者大沼枕山學習漢學，学习旃檀林和原坦山一派之哲學思想，學成后放棄僧職還俗，學習法律並成為律师，後於岡崎市開設事務所。
1881年（明治14年）加入自由黨，並成為自由黨系支部幹事，出選愛知縣議會議員。自由黨解散後，加入立憲政友會。1902年，在第7屆日本眾議院議員總選舉中當選為議員，並連任四屆。最後一次參選為於1912年（大正元年）舉行的眾議院議員補選（當選），其後即退隱。